# Шакелфорд (округ)
Округ Шакелфорд (англ. Shackelford County) расположен в США, штате Техас. На 2000 год численность населения составляла 3302 человек. По оценке бюро переписи населения США в 2009 году население округа составляло 3047 человек. Окружным центром является город Олбани.

## История
Округ Шакелфорд был сформирован в 1874 году.

## География
Согласно данным Бюро переписи населения США площадь округа Шакелфорд составляет 2367 км².

### Основные шоссе
- Шоссе 180
- Шоссе 283
- Автострада 6
- Автострада 351

### Соседние округа
- Трокмортон  (север)
- Стивенс  (восток)
- Истленд  (юго-восток)
- Каллахан  (юг)
- Джонс  (запад)
- Хаскелл  (северо-запад)

## Демография
По данным переписи населения 2000 года в округе проживало 3302 жителей. Среди них 23,6 % составляли дети до 18 лет, 18,3 % люди возрастом более 65 лет. 51,6 % населения составляли женщины.
Национальный состав был следующим: 97,7 % белых, 1,0 % афроамериканцев, 0,6 % представителей коренных народов, 0,0 % азиатов, 12,4 % латиноамериканцев. 0,7 % населения являлись представителями двух или более рас.
Средний доход на душу населения в округе составлял $16341. 11,5 % населения имело доход ниже прожиточного минимума. Средний доход на домохозяйство составлял $43294.
Также 79,2 % взрослого населения имело законченное среднее образование, а 20,8 % имело высшее образование.